# Campeonato de Primera División B 1931 (Argentina)
El Campeonato de Primera División B 1931 fue la quinta temporada de la Primera División Sección B y la trigésimo tercera de la segunda categoría del fútbol argentino en la era amateur. Debido al cisma de mayo, el inicio del certamen se retrasó hasta el 28 de junio, y terminó el 27 de diciembre, aunque los ascensos se definieron recién en febrero de 1932.
Al campeonato se incorporaron Argentino del Sud, descendido de la Primera División, y La Paternal, campeón de la División Intermedia. Por su parte, Honor y Patria, que había descendido de Primera División, fue expulsado tras decidir no presentarse a los encuentros.
El torneo coronó campeón a Liberal Argentino, tras vencer por 2 a 0 a Gimnasia y Esgrima en la penúltima fecha, obteniendo el primer ascenso. Mientras que el segundo ascenso fue para All Boys, tras vencer por 5 a 2 a Progresista por el triangular de desempate.
En la nueva liga profesional, la Liga Argentina de Football, debido a que solo existía una categoría de primeros equipos, no hubo torneo de segunda categoría.

## Ascensos y descensos
| Pos. | Ascendidos a la Primera División 1931 |
| ---- | ------------------------------------- |
| 1.º  | Nueva Chicago                         |

| Pos. | Descendidos de la Primera División 1930 |
| ---- | --------------------------------------- |
| 35.° | Honor y Patria (B)                      |
| 36.° | Argentino del Sud                       |

| Pos. | Ascendidos de la División Intermedia 1930 |
| ---- | ----------------------------------------- |
| 1.º  | La Paternal                               |

| Desafiliados |
| ------------ |
| Porteño      |

## Sistema de disputa
Los equipos se enfrentaron bajo el sistema de todos contra todos a 2 ruedas. El mejor equipo del torneo se consagró campeón y obtuvo el ascenso, y el segundo lugar obtuvo el ascenso; mientras que los 2 peores equipos del torneo descendieron.

## Equipos participantes
| Equipo             | Ciudad       |
| ------------------ | ------------ |
| Acassuso           | San Isidro   |
| All Boys           | Buenos Aires |
| Alvear             | Buenos Aires |
| Argentino del Sud  | Buenos Aires |
| Balcarce           | Buenos Aires |
| Boca Alumni        | Dock Sud     |
| Del Plata          | Buenos Aires |
| Dock Sud           | Dock Sud     |
| General San Martín | San Martín   |
| Gimnasia y Esgrima | Lanús        |
| Gutenberg          | La Plata     |
| La Paternal        | Buenos Aires |
| Liberal Argentino  | Buenos Aires |
| Nacional           | Adrogué      |
| Palermo            | Buenos Aires |
| Progresista        | Gerli        |
| Retiro             | Buenos Aires |
| San Telmo          | Dock Sud     |
| Sportsman          | Buenos Aires |
| Temperley          | Temperley    |
| Unión              | Caseros      |

## Tabla de posiciones
| Pos. | Equipo                 | Pts. | J  | G  | E | P  | GF | GC | DG  |
| ---- | ---------------------- | ---- | -- | -- | - | -- | -- | -- | --- |
| 1.°  | Liberal Argentino      | 30   | 18 | 13 | 4 | 1  | 34 | 15 | 19  |
| 2.°  | All Boys               | 28   | 18 | 12 | 4 | 2  | 52 | 22 | 30  |
| 3.°  | Progresista            | 28   | 18 | 13 | 2 | 3  | 40 | 22 | 18  |
| 4.°  | Boca Alumni            | 28   | 18 | 12 | 4 | 2  | 31 | 17 | 14  |
| 5.°  | Dock Sud               | 27   | 18 | 12 | 3 | 3  | 43 | 18 | 25  |
| 6.°  | Palermo                | 23   | 18 | 9  | 5 | 4  | 37 | 26 | 11  |
| 7.°  | Balcarce               | 21   | 18 | 9  | 3 | 6  | 29 | 26 | 3   |
| 8.°  | Acassuso               | 21   | 18 | 7  | 7 | 4  | 20 | 20 | 0   |
| 9.°  | Unión (C)              |      | 18 |    |   |    |    |    |     |
| 10.° | La Paternal            |      | 17 |    |   |    |    |    |     |
| 11.° | Sportsman              |      | 18 |    |   |    |    |    |     |
| 12.° | Temperley              |      | 17 |    |   |    |    |    |     |
| 13.° | Gutenberg              |      | 18 |    |   |    |    |    |     |
| 14.° | San Telmo              | 10   | 15 | 3  | 4 | 8  | 13 | 26 | -13 |
| 15.° | Del Plata              | 10   | 18 | 4  | 2 | 12 | 20 | 38 | -18 |
| 16.° | Gimnasia y Esgrima (L) |      | 17 |    |   |    |    |    |     |
| 17.° | General San Martín     |      | 14 |    |   |    |    |    |     |
| 18.° | Alvear                 | 5    | 16 | 1  | 3 | 12 | 13 | 24 | -11 |
| 19.° | Nacional (A)           | 5    | 13 | 2  | 1 | 10 | 4  | 15 | -11 |
| —    | Argentino del Sud      | —    | 2  | 1  | 0 | 1  | 3  | 1  | 2   |
| —    | Retiro                 | —    | 1  | 0  | 0 | 1  | —  | —  | —   |

|  | Campeón. Ascendió a Primera División. |
|  | Desempatan por el segundo ascenso.    |
|  | Descendió a División Intermedia.      |

## Resultados
| 28 de junio | 28 de junio | 28 de junio | 28 de junio |
| Local       | Resultado   | Visita      |             |
| ----------- | ----------- | ----------- | ----------- |

| 5 de julio | 5 de julio | 5 de julio | 5 de julio |
| Local      | Resultado  | Visita     |            |
| ---------- | ---------- | ---------- | ---------- |

| 12 de julio | 12 de julio | 12 de julio | 12 de julio |
| Local       | Resultado   | Visita      |             |
| ----------- | ----------- | ----------- | ----------- |

| 19 de julio | 19 de julio | 19 de julio | 19 de julio |
| Local       | Resultado   | Visita      |             |
| ----------- | ----------- | ----------- | ----------- |

| 26 de julio | 26 de julio | 26 de julio | 26 de julio |
| Local       | Resultado   | Visita      |             |
| ----------- | ----------- | ----------- | ----------- |

| 2 de agosto | 2 de agosto | 2 de agosto | 2 de agosto |
| Local       | Resultado   | Visita      |             |
| ----------- | ----------- | ----------- | ----------- |

| 9 de agosto | 9 de agosto | 9 de agosto | 9 de agosto |
| Local       | Resultado   | Visita      |             |
| ----------- | ----------- | ----------- | ----------- |

| 16 de agosto | 16 de agosto | 16 de agosto | 16 de agosto |
| Local        | Resultado    | Visita       |              |
| ------------ | ------------ | ------------ | ------------ |

| 30 de agosto | 30 de agosto | 30 de agosto | 30 de agosto |
| Local        | Resultado    | Visita       |              |
| ------------ | ------------ | ------------ | ------------ |

| 13 de septiembre | 13 de septiembre | 13 de septiembre | 13 de septiembre |
| Local            | Resultado        | Visita           |                  |
| ---------------- | ---------------- | ---------------- | ---------------- |

| 20 de septiembre | 20 de septiembre | 20 de septiembre | 20 de septiembre |
| Local            | Resultado        | Visita           |                  |
| ---------------- | ---------------- | ---------------- | ---------------- |

| 27 de septiembre | 27 de septiembre | 27 de septiembre | 27 de septiembre |
| Local            | Resultado        | Visita           |                  |
| ---------------- | ---------------- | ---------------- | ---------------- |

| 4 de octubre | 4 de octubre | 4 de octubre | 4 de octubre |
| Local        | Resultado    | Visita       |              |
| ------------ | ------------ | ------------ | ------------ |

| 11 de octubre | 11 de octubre | 11 de octubre | 11 de octubre |
| Local         | Resultado     | Visita        |               |
| ------------- | ------------- | ------------- | ------------- |

| 18 de octubre | 18 de octubre | 18 de octubre | 18 de octubre |
| Local         | Resultado     | Visita        |               |
| ------------- | ------------- | ------------- | ------------- |

| 25 de octubre | 25 de octubre | 25 de octubre | 25 de octubre |
| Local         | Resultado     | Visita        |               |
| ------------- | ------------- | ------------- | ------------- |

| 1 de noviembre | 1 de noviembre | 1 de noviembre | 1 de noviembre |
| Local          | Resultado      | Visita         |                |
| -------------- | -------------- | -------------- | -------------- |

| 22 de noviembre | 22 de noviembre | 22 de noviembre | 22 de noviembre |
| Local           | Resultado       | Visita          |                 |
| --------------- | --------------- | --------------- | --------------- |

| 29 de noviembre | 29 de noviembre | 29 de noviembre | 29 de noviembre |
| Local           | Resultado       | Visita          |                 |
| --------------- | --------------- | --------------- | --------------- |

| 13 de diciembre | 13 de diciembre | 13 de diciembre | 13 de diciembre |
| Local           | Resultado       | Visita          |                 |
| --------------- | --------------- | --------------- | --------------- |

| 20 de diciembre | 20 de diciembre | 20 de diciembre | 20 de diciembre |
| Local           | Resultado       | Visita          |                 |
| --------------- | --------------- | --------------- | --------------- |

| 27 de diciembre | 27 de diciembre | 27 de diciembre | 27 de diciembre |
| Local           | Resultado       | Visita          |                 |
| --------------- | --------------- | --------------- | --------------- |

| Sin fecha | Sin fecha | Sin fecha | Sin fecha |
| Local     | Resultado | Visita    |           |
| --------- | --------- | --------- | --------- |

## Desempate
| Pos. | Equipo      | Pts. | J | G | E | P | GF | GC | DG |
| ---- | ----------- | ---- | - | - | - | - | -- | -- | -- |
| 1.°  | All Boys    | 6    | 3 | 3 | 0 | 0 | 9  | 2  | 7  |
| 2.°  | Boca Alumni | 2    | 3 | 1 | 0 | 2 | 4  | 4  | 0  |
| 3.°  | Progresista | 2    | 4 | 1 | 0 | 3 | 5  | 12 | -7 |

### Resultados
| Fecha 1         | Fecha 1   | Fecha 1     | Fecha 1            |
| Local           | Resultado | Visita      | Fecha              |
| --------------- | --------- | ----------- | ------------------ |
| Boca Alumni     | 3 - 1     | Progresista | 9 de enero de 1932 |
| Libre: All Boys |           |             |                    |

| Fecha 2            | Fecha 2   | Fecha 2     | Fecha 2             |
| Local              | Resultado | Visita      | Fecha               |
| ------------------ | --------- | ----------- | ------------------- |
| All Boys           | 3 - 0     | Progresista | 17 de enero de 1932 |
| Libre: Boca Alumni |           |             |                     |

| Fecha 3            | Fecha 3   | Fecha 3  | Fecha 3             |
| Local              | Resultado | Visita   | Fecha               |
| ------------------ | --------- | -------- | ------------------- |
| Boca Alumni        | 0 - 1     | All Boys | 24 de enero de 1932 |
| Libre: Progresista |           |          |                     |

| Fecha 4         | Fecha 4   | Fecha 4     | Fecha 4              |
| Local           | Resultado | Visita      | Fecha                |
| --------------- | --------- | ----------- | -------------------- |
| Progresista     | 2 - 1     | Boca Alumni | 7 de febrero de 1932 |
| Libre: All Boys |           |             |                      |

| Fecha 5            | Fecha 5   | Fecha 5     | Fecha 5               |
| Local              | Resultado | Visita      | Fecha                 |
| ------------------ | --------- | ----------- | --------------------- |
| All Boys           | 5 - 2     | Progresista | 14 de febrero de 1932 |
| Libre: Boca Alumni |           |             |                       |

| Fecha 6            | Fecha 6   | Fecha 6     | Fecha 6               |
| Local              | Resultado | Visita      | Fecha                 |
| ------------------ | --------- | ----------- | --------------------- |
| All Boys           |           | Boca Alumni | 21 de febrero de 1932 |
| Libre: Progresista |           |             |                       |